# Chỉ thị (máy tính)
Chỉ thị máy tính, gọi tắt là chỉ thị (Anh ngữ instruction), là đơn vị nhỏ nhất dùng để điều khiển máy tính, cụ thể hơn là ra lệnh cho CPU thực hiện một thao tác căn bản.
Tập hợp các chỉ thị này tạo thành ngôn ngữ máy.
Vì các chỉ thị là một đơn vị rất nhỏ nên việc sử dụng trực tiếp các đơn vị này kiến tạo một phần mềm sẽ rất khó khăn. Trong các ngôn ngữ lập trình người ta có thể thay vào đó bằng những câu lệnh. Mỗi câu lệnh là tập hợp cố định của một số chỉ thị nhằm thi hành một thao tác lớn hơn và có ý nghĩa hơn.
Tuỳ theo kiểu cấu trúc và thiết kế mà chúng ta có thể có các cú pháp ra lệnh khác nhau. Hai họ ngôn ngữ máy điển hình và cổ điển là họ 8086 của Intel và họ 6800 của Motorolla. Hai họ ngôn ngữ máy này ngày nay đã phát triển rất sâu và xa cho các thế hệ chíp mới.

## Thí dụ về mệnh lệnh máy tính
- Chỉ thị

XOR AX, BX theo cú pháp kiểu Intel sẽ tương đương với chỉ thị XOR BX, AX theo cú pháp kiểu Motorolla và cả hai đều có ý nghĩa là thực hiện phép toán logic XOR giữa hai thanh (register) AX va BX rồi đem kết quả lưu vào thanh AX.